# Phoebe Philo
Phoebe Philo, née en 1973 à Levallois-Perret, est une styliste britannique. Travaillant d'abord chez Chloé entre 1997 et 2008, elle est ensuite directrice artistique de Céline entre 2008 et 2018.

## Biographie
Phoebe Philo naît en 1973, à l'hôpital franco-britannique de Levallois-Perret. Ses parents sont des Britanniques installés à Montmartre. Son père travaille dans l'immobilier et sa mère est graphiste. Aînée d'une fratrie de trois enfants, Phoebe Philo grandit ensuite à Londres. Elle suit des études au Central Saint Martins College of Art and Design, dont elle sort diplômée en 1996.
En 1997, elle rejoint Stella McCartney, sortie un an plus tôt de Central Saint Martins, comme première assistante chez Chloé,.

## Ascension
Début 2001, assistante de Stella McCartney, elle est choisie par les dirigeants de Chloé pour la remplacer en tant que directrice de la création de la maison française de mode. 
À la différence de sa compatriote, elle va bannir la fourrure mais utiliser du cuir. Pour Chloé, qui se vend dans 270 magasins dans le monde entier, elle conçoit quatre collections par année : deux pour les défilés et deux autres pour la mi-saison.
Le 4 septembre 2008, elle est nommée directrice artistique de la marque de prêt à porter Céline (groupe LVMH), développant une mode à tendance minimaliste qui rompt avec le bling-bling et le porno-chic à la mode ces années là, incarnés par John Galliano ou Dolce & Gabbana. 
En 2014, après avoir assisté au retour sur scène de Kate Bush, un mois plus tard, Phoebe Philo justifie le choix du titre This Woman's Work de la chanteuse pour la bande-son de son nouveau show, par la façon dont la personnalité libre de l'artiste l’avait bouleversée et inspirée.
Le 22 décembre 2017, elle quitte la maison Célineet reste discrète pendant des années. À son départ, des collaborateurs de Céline créent un compte Instagram « oldcéline » en son honneur,.
En juillet 2021, elle annonce le lancement de sa propre marque, LVMH détenant une part minoritaire dans sa société (Phoebe Philo Studio). En février 2023, elle annonce, depuis son compte Instagram, le lancement de la première collection de sa marque pour le mois de septembre 2023 et, pour marquer son retour, son site internet ouvre le 30 octobre.

## Vie personnelle
Son mari est Max Wigram, un marchand d'art, avec qui elle a trois enfants. Phoebe Philo a démissionné de son poste début 2006 pour se consacrer durant deux ans à sa famille, plus particulièrement à son premier enfant. 

## Prix
- 2011 : « International Designer of the Year » par le Conseil des créateurs de mode américains[14]
- 2010 : « British Designer of the Year » par le British Fashion Council[15]
- 2005 : « British Designer of the Year » par le British Fashion Council[16]
- 2003 : « Best Dressed » par Vogue

## Décorations
- 2014 : Officier de l'Ordre de l'Empire britannique[17]